# Wolfgang Müller (Kirchenhistoriker)
Wolfgang Müller (* 13. März 1905 in Karlsruhe; † 15. März 1983 in Freiburg im Breisgau) war ein deutscher katholischer Kirchenhistoriker.

## Leben
Wolfgang Müller studierte an der Universität Freiburg katholische Theologie und war nach seiner Priesterweihe am 11. März 1928 zunächst in der Seelsorge tätig. 1940 wurde er an der Universität Freiburg zum Dr. theol. promoviert, 1948 an der Universität München zum Dr. phil. 1951 wurde er an der Universität Freiburg habilitiert und Privatdozent. 1956 wurde ihm die Leitung des Universitätsarchivs übertragen, 1957 wurde er a. o. Professor an der theologischen Fakultät der Universität Freiburg. Von 1964 bis zu seiner Emeritierung 1973 lehrte er dort als ordentlicher Professor für kirchliche Landesgeschichte. Sein Forschungsgebiet war die kirchliche Landesgeschichte des Oberrheins.
Wolfgang Müller war von 1960 bis 1983 Vorsitzender des Kirchengeschichtlichen Vereins für das Erzbistum Freiburg und von 1962 bis 1983 Vorsitzender des Alemannischen Instituts in Freiburg.
Sein Nachlass befindet sich im Universitätsarchiv.

## Veröffentlichungen (Auswahl)
- Untersuchungen über die Privaturkunden des Klosters St. Blasien im 13. und 14. Jahrhundert. In: Mitteilungen des Instituts für Österreichische Geschichtsforschung 55, 1944, S. 1–145 (= Diss. theol. Freiburg 1940).
- Das Aufkommen der Rechtsverzichtsformeln in den mittellateinischen Urkunden. Diss. phil. München 1948.
- Über das Wesen und die Grenzen der kirchengeschichtlichen Erkenntnis. Geschichtslogische Probleme der Theologie. Theol. Habilitationsschrift. Freiburg 1951.
- Zur Geschichte der Alemannen  Darmstadt. Wissenschaftliche Buchgesellschaft. 1975